# Droog Brood
Droog Brood was een cabaretduo dat bestond uit Bas Hoeflaak en Peter van de Witte.
Ze leerden elkaar kennen op de Academie voor Kleinkunst in Amsterdam. Na samen op school verschillende voorstellingen te hebben gemaakt besloten ze na de opleiding samen als Droog Brood verder te gaan. Ze wonnen in 2000 het Amsterdams Kleinkunst Festival en maakten de voorstellingen "Teer" (2001), "Scènes voor de Mensen" (2003) en "Omwille van de Smeer" (2005). Het vierde theaterprogramma, getiteld "De Kip met de Gouden Enkels", ging in première op 20 december 2007 en speelde nog tot 2009. Met dit programma was Droog Brood tevens genomineerd voor de Poelifinario 2008. In 2013 ging 'Toppers in de Mist' in première, een hoogtepuntenprogramma dat volgens de Theaterkrant zelf een hoogtepunt was.
Begin 2016 maakte het duo bekend te stoppen met theatervoorstellingen. Op 2 maart 2016 speelden ze hun allerlaatste voorstelling in De Kleine Komedie in Amsterdam.

## Cabaretprogramma's
- 2001-2002: Teer
- 2003-2005: Scènes voor de Mensen
- 2005-2007: Omwille van de Smeer
- 2007-2009: Kip met de Gouden Enkels
- 2009-2011: Een frisse wind
- 2012-2013: Dat wordt Oorlog
- 2013-2014: Toppers in de Mist
- 2014-2016: Kissy Kissy